# Sestino
Sestino est une commune italienne de la province d'Arezzo, dans la région Toscane.
Le village est une des deux communes de Toscane à faire partie, avec Badia Tedalda, de la région historique du Montefeltro.

## Administration
| Période                                  | Période | Identité | Étiquette | Qualité |
| ---------------------------------------- | ------- | -------- | --------- | ------- |
|                                          |         |          |           |         |
| Les données manquantes sont à compléter. |         |          |           |         |

## Frazioni
Calbuffa, Casale, Case Barboni, Colcellalto, Lucemburgo, Martigliano, Monteromano, Monterone, Motolano, Palazzi, Ponte Presale, Petrella Massana, Presciano, San Donato, Valdiceci di Sopra, Ville di Sopra

### Communes limitrophes
Badia Tedalda, Belforte all'Isauro, Borgo Pace, Carpegna, Casteldelci, Mercatello sul Metauro, Pennabilli, Piandimeleto